# Semana Nacional de Ciência e Tecnologia
A Semana Nacional de Ciência e Tecnologia (SNCT) - foi estabelecida em 9 de Junho de 2004 por decreto assinado pelo então Presidente da República Luiz Inácio Lula da Silva. Ela é realizada sempre no mês de outubro sob a coordenação do Ministério da Ciência, Tecnologia, Inovações e Comunicações (MCTIC), por meio da Coordenação-Geral de Popularização da Ciência (CGPC/AEAI).

## Objetivos
A SNCT conta com a colaboração de vários setores da sociedade como secretarias estaduais e municipais, agências de fomento, instituições de pesquisa, instituições de ensino em todos os níveis (fundamental, médio e superior), sociedades científicas, empresas privadas de base tecnológica. Tem o objetivo de aproximar a Ciência e a Tecnologia da população, por meio de eventos que congregam instituições de todo o País em torno de atividades de divulgação científica. Até 2015 a abertura oficial da semana era sempre realizada em Brasília. A partir de 2016 a abertura será itinerante e a primeira cidade a receber tal abertura é Belo Horizonte, capital de Minas Gerais.

## Temas
Em 2019 foi realizada a 16ª SNCT entre os dias 21 a 27 de outubro com o tema é “Bioeconomia: diversidade e riqueza para o desenvolvimento sustentável”. Em cada ano a SNCT foca um tema diferente. Em 2015 o tema foi Luz, Ciência e Vida, em consonância com o ano internacional da Luz. O quadro abaixo mostra os temas de cada ano:

### Temas das edições da SNCT
| Edição | Ano  | Tema                                                                                |
| ------ | ---- | ----------------------------------------------------------------------------------- |
| 1ª     | 2004 | Brasil, olhe para o céu                                                             |
| 2ª     | 2005 | Brasil, olhe para a água!                                                           |
| 3ª     | 2006 | Criatividade e inovação                                                             |
| 4ª     | 2007 | Terra                                                                               |
| 5ª     | 2008 | Evolução e diversidade                                                              |
| 6ª     | 2009 | Ciência no Brasil                                                                   |
| 7ª     | 2010 | Ciência para o desenvolvimento sustentável                                          |
| 8ª     | 2011 | Mudanças climáticas, desastres naturais e prevenção de risco                        |
| 9ª     | 2012 | Economia verde, sustentabilidade e erradicação da pobreza                           |
| 10ª    | 2013 | Ciência, saúde e esporte                                                            |
| 11ª    | 2014 | Ciência e tecnologia para o desenvolvimento social                                  |
| 12ª    | 2015 | Luz, ciência e vida                                                                 |
| 13ª    | 2016 | Ciência alimentando o Brasil                                                        |
| 14ª    | 2017 | A Matemática está em tudo                                                           |
| 15ª    | 2018 | Ciência para redução das desigualdades                                              |
| 16ª    | 2019 | Bioeconomia: diversidade e riqueza para o desenvolvimento sustentável               |
| 17ª    | 2020 | Inteligência Artificial: a nova fronteira da ciência brasileira                     |
| 18ª    | 2021 | A Transversalidade da Ciência, Tecnologia e Inovações para o Planeta                |
| 19ª    | 2022 | Bicentenário da Independência: 200 anos de ciência, tecnologia e inovação no Brasil |